# Juan de Marcos González

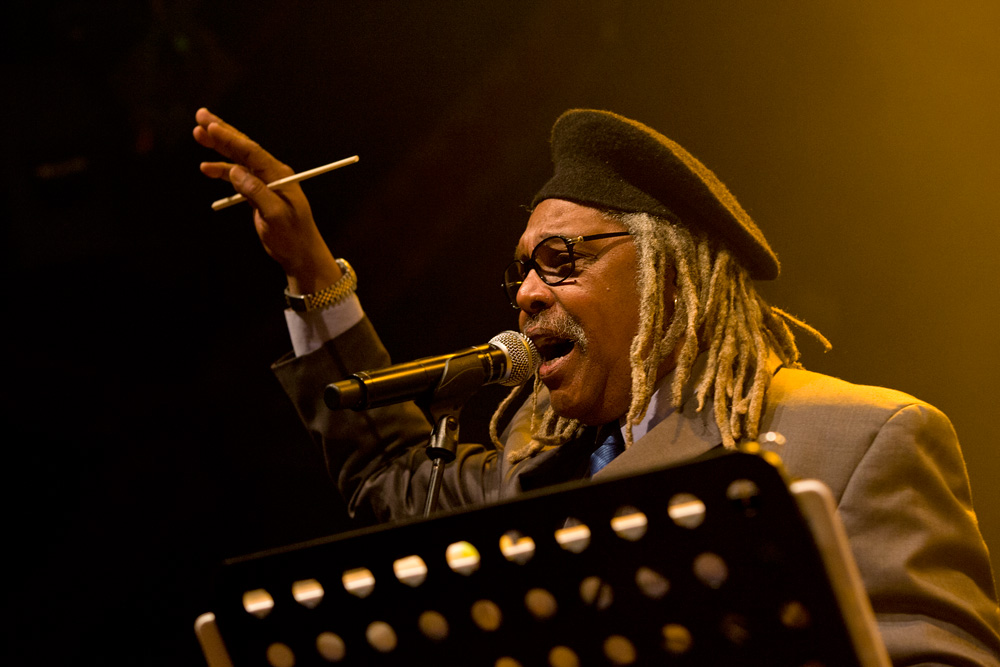
Juan de Marcos González, Moers Festival 2012

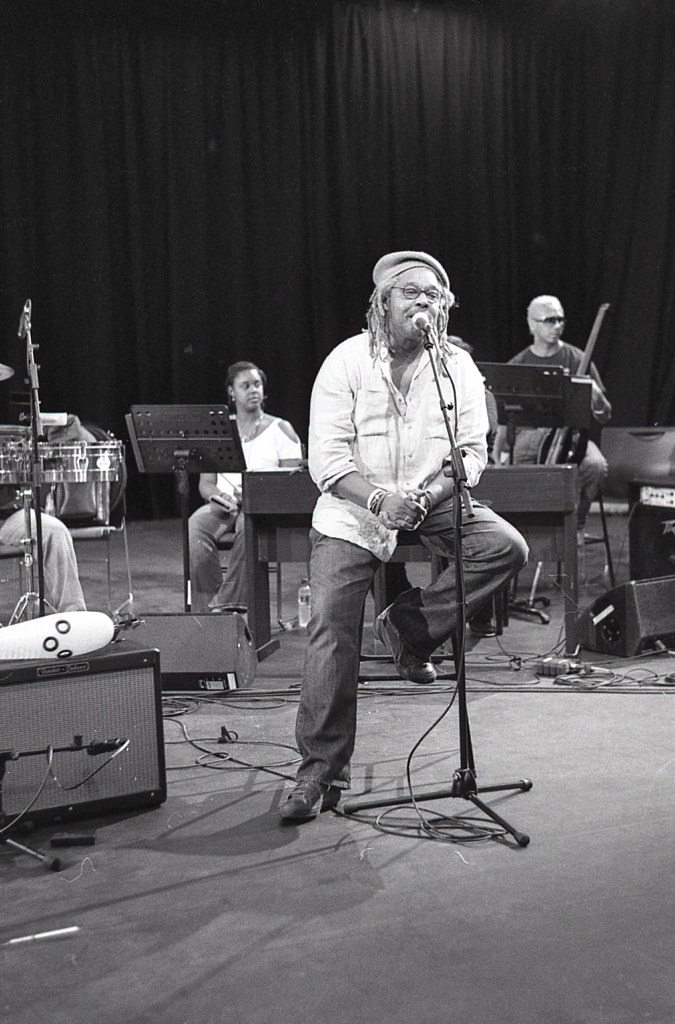
Juan de Marcos González

Juan de Marcos González Cárdenas (* 1954 in Havanna) ist ein kubanischer Sänger, Arrangeur und Produzent. Er ist vor allem als Bandleader der Afro-Cuban All Stars und als Gitarrenvirtuose auf der kubanischen Tres bekannt.
González, der aus einer Musikerfamilie stammt, verfolgte keine reine Musikausbildung, sondern trägt einen 1989 an der Universität Havanna erworbenen Doktorgrad als Wasseringenieur. Er entdeckte nach anfänglich größerem Interesse an Rock und E-Gitarren den traditionellen kubanischen Son und war 1976 Mitbegründer der Gruppe Sierra Maestra, die er bis 1996 leitete und die durch die Pflege des Repertoires der zwanziger bis vierziger Jahre eine gewisse Son-Renaissance einleitete. (Jesús Alemañy, der Leiter von ¡Cubanismo!, war der Trompeter der Gruppe.)
Im März 1996 war González mit den im Vorjahr gegründeten „Afro-Cuban All Stars“ für Aufnahmen im Studio des staatlichen Plattenlabels EGREM in Havannas Stadtteil Miramar. Dort waren auch Ry und Joachim Cooder, die Aufnahmen für ein Album mit Musikern aus Westafrika geplant hatten. Diese saßen aber auf dem Flughafen von Paris fest, und Ry Cooder sowie sein Produzent Nick Gold (der auch schon zwei Platten von Sierra Maestra außerhalb Kubas veröffentlicht hatte) organisierten spontan gemeinsame Aufnahmen mit den Afro-Cuban All Stars. González holte als Solisten eine Reihe altgedienter Musiker hinzu, die sich zum Teil bereits zur Ruhe gesetzt hatten. Die beiden parallel entstandenen Alben Buena Vista Social Club (die Kooperation mit Ry Cooder) und A toda Cuba le gusta (González’ ursprüngliches Projekt) wurden zu Hits und mit Auszeichnungen überhäuft.
Im Mai 2005 gründete González ein eigenes Label, „DM Ahora!“, das sich der aktuellen kubanischen Musik widmen sollte. Es hat seinen Sitz in London und ein Studio in González’ Haus in Havanna. Zu den ersten Veröffentlichungen gehörten neben eigenen Werken die Debütalben Goza Pepillo der von Roberto Carcassés geleiteten Fusion-Band Interactivo und A Diario der Rapperin Telmary Díaz.
Seit 2007 lebt er mit seiner Frau und seinen beiden Töchtern in Mexiko, wo die Töchter Musik studieren.

## Diskografie
- mit Sierra Maestra:

- Viaje a la Semilla, EGREM, 1994
- ¡Dundunbanza!, World Circuit, 1994
- Tíbiri Tábara, World Circuit 1997

- mit Buena Vista Social Club:

- Buena Vista Social Club, World Circuit, 1997
- Introducing Rubén González, World Circuit, 1997

- mit den Afro-Cuban All-Stars:

- A toda Cuba le gusta, World Circuit/Nonesuch, 1997
- Distinto, diferente, Elektra, 1999
- Live in Japan, DM Ahora!, 2004
- Step Forward, DM Ahora!, 2005

- mit Félix Baloy:

- Baila mi Son, Tumi, 2003